# صلاح خليفة الورفلي
صلاح خليفة الورفلي (ولد عام 1992)، ويلقب بالوحش (بالإنجليزية: The Beast)‏، هو لاعب ملاكمة تايلندية بريطاني من أصل ليبي، فاز ببطولة العالم لعام 2013. يعيش في لندن.

## سيرته الرياضية
بدأ ممارسة الملاكمة التايلندية عام 2005 وهو في سن الثالثة عشرة، وشارك في أكثر من خمسين نزالا محليا ودوليا، ويعد من أبرز لاعبي الملاكمة التايلندية في العالم، وقد فاز في عدة بطولات أهمها بطولة العالم عام 2013. يدرب اليوم فريق الملاكمة «تيم صلاح» في بريطانيا.
- WMC MAD World Champion 2013.
- بطل العالم لسنة WMC MAD 2013
- Martial Arts Fighter of the year 2013
- بطولة مقاتل الفنون القتالية لسنة 2013
- GOLD Medalist at the K-1 European Championships 2013
- الميدالية الذهبية لبطولة الكي ون "K 1" لسنة 2013
- Winner of the MTIA Prestige show in America
- الفائز في مسابقة "MTIA" المقامة في أمريكيا
- Undefeated Xplosion Series Champion.
- البطل الغيرمهزوم في مسابقة "Xplosion Series"
- I-1 Hong Kong Series Finalist 2012.
- الوصول للنهائة في بطولة السوبر إستار هونغ كونغ لسنة 2012
- Medalist in IFMA European Games 2012.
- الميدالية البرونزية "IFMA" في الألعاب الأوربية لسنة 2012
- Medalist in IFMA World Games 2011.
- الميدالية البرونزية لبطولة العالم"IFMA" لسنة 2011
- ISKA Fighter of the year 2012
- أفضل متسابق لمنظمة "ISKA" لسنة 2012
- Ringmasters 2012 Champion.
- ملك الحلبة البريطانية لسنة 2012
- Ringmasters 2011 Champion.
- ملك الحلبة البريطانية لسنة 2011
- ISKA British Champion.
- بطل بريطانيا لسنة 2012 بحزام "ISKA"
- ISKA 2x English Champion.
- بطل بريطانيا لسنة 2012 بحزام الأنجليزي مرتين"ISKA"
- ISKA Southern Area Champion.
- بطولة الجنوب الشرقي بريطانيا بحزام "ISKA"
- UKMF Southern Area Champion
- بطولة الجنوب الشرقي بريطانيا بحزام "UKMF

{صلاح الوحش على تويتر.